# Rushmoor, Surrey
Rushmoor är en by i Surrey i England. Byn är belägen 15,9 km 
från Guildford. Orten har 871 invånare (2015).